# Delano, Minnesota
Delano är en stad (city) i Wright County i Minnesota. Vid 2010 års folkräkning hade Delano 5 464 invånare.